# Srednji Bušević (Republika Serbska)
Srednji Bušević (cyr. Средњи Бушевић) – wieś w Bośni i Hercegowinie, w Republice Serbskiej, w gminie Krupa na Uni. W 2013 roku liczyła 248 mieszkańców.